# Điền kinh tại Đại hội Thể thao Đông Nam Á 2017
Môn điền kinh thi đấu tại Đại hội Thể thao Đông Nam Á 2017 ở Kuala Lumpur sẽ diễn ra tại sân vận động Quốc gia Bukit Jalil ở Bukit Jalil.
Đại hội năm 2017 sẽ tham gia thi đấu trong 45 nội dung (nam 22 nội dung, nữ 21 nội dung và hỗn hợp 2 nội dung).

## Các nội dung
Các nội dung sau đây sẽ được tranh luận (tất cả các khoảng cách bằng mét trừ khi được nêu rõ):
| - Đường chạy: 100, 200, 400, 800, 1500, 1500, 5000, 10000, 100 Vượt rào (nữ), 110 Vượt rào (nam), 3000 Vượt chướng ngại vật, Tiếp sức 4X100 mét và Tiếp sức 4X400 mét; - Chạy đường trường: Marathon và đi bộ 20 kilômét; - Trên sân: Nhảy cao, Nhảy sào, Nhảy xa, Nhảy ba bước, Đẩy tạ, Ném đĩa, Ném tạ xích và Ném lao; - Hỗn hợp: Đồng đội mười môn phối hợp nam nữ và Đồng đội bảy môn phối hợp nam nữ |

## Tham dự

### Các quốc gia tham dự
- Brunei (5)
- Campuchia (6)
- Indonesia (27)
- Lào (12)
- Malaysia (63)
- Myanmar (11)
- Philippines (38)
- Singapore (29)
- Thái Lan (79)
- Đông Timor (4)
- Việt Nam (50)

## Tóm tắt huy chương

### Bảng huy chương
| Hạng               | Đoàn               | Vàng | Bạc | Đồng | Tổng số |
| ------------------ | ------------------ | ---- | --- | ---- | ------- |
| 1                  | Việt Nam (VIE)     | 17   | 11  | 6    | 34      |
| 2                  | Thái Lan (THA)     | 9    | 13  | 11   | 33      |
| 3                  | Malaysia (MAS)     | 8    | 8   | 9    | 25      |
| 4                  | Indonesia (INA)    | 5    | 7   | 3    | 15      |
| 5                  | Philippines (PHI)  | 5    | 3   | 10   | 18      |
| 6                  | Singapore (SGP)    | 2    | 2   | 4    | 8       |
| 7                  | Lào (LAO)          | 0    | 0   | 1    | 1       |
| 7                  | Myanmar (MYA)      | 0    | 0   | 1    | 1       |
| Tổng số (8 đơn vị) | Tổng số (8 đơn vị) | 46   | 44  | 45   | 135     |

### Các nội dung nam
| Từ khóa | Từ khóa                            | Từ khóa | Từ khóa         |
| ------- | ---------------------------------- | ------- | --------------- |
| GR      | Kỷ lục Đại hội Thể thao Đông Nam Á | NR      | Kỷ lục quốc gia |

| Nội dung                      | Vàng | Vàng       | Bạc                                                                                 | Bạc      | Đồng | Đồng     |
| ----------------------------- | --- | ---------- | ----------------------------------------------------------------------------------- | -------- | --- | -------- |
| 100 mét                       | Khairul Hafiz Jantan · Malaysia                                                                             | 10.38      | Eric Shauwn Cray · Philippines                                                      | 10.43    | Kritsada Namsuwun · Thái Lan                                                                                | 10.43    |
| 200 mét                       | Trenten Anthony Beram · Philippines                                                                         | 20.84 NR   | Jirapong Meenapra · Thái Lan                                                        | 21.22    | Aravinn Thevarr Gunasegaran · Malaysia                                                                      | 21.26    |
| 400 mét                       | Trenten Anthony Beram · Philippines                                                                         | 46.39      | Phitchaya Sunthonthuam · Thái Lan                                                   | 46.46    | Quách Công Lịch · Việt Nam                                                                                  | 46.48    |
| 800 mét                       | Dương Văn Thái · Việt Nam                                                                                   | 1:48:97    | Marco Vilog · Philippines                                                           | 1:49.91  | Royson Vincent · Malaysia                                                                                   | 1:50.76  |
| 1500 mét                      | Dương Văn Thái · Việt Nam                                                                                   | 3:51.44    | Yothin Yaprajan · Thái Lan                                                          | 3:53.41  | Mervin Guarte · Philippines                                                                                 | 3:53.68  |
| 5000 mét                      | Nguyễn Văn Lai · Việt Nam                                                                                   | 14:55.15   | Prabudass Krishnan · Malaysia                                                       | 14:57.43 | Agus Prayogo · Indonesia                                                                                    | 15:01.80 |
| 10,000 mét                    | Agus Prayogo · Indonesia                                                                                    | 30:22.26   | Nguyễn Văn Lai · Việt Nam                                                           | 30:45.64 | Sanchai Namkhet · Thái Lan                                                                                  | 30:54.86 |
|                               | |            |                                                                                     |          | |          |
| 110 mét vượt rào              | Rayzam Shah Wan Sofian · Malaysia                                                                           | 13.83      | Jamras Rittidet · Thái Lan                                                          | 14.10    | Clinton Kingsley Bautista · Philippines                                                                     | 14.15    |
| 400 mét vượt rào              | Eric Shauwn Cray · Philippines                                                                              | 50.03      | Quách Công Lịch · Việt Nam                                                          | 50.05    | Andrian · Indonesia                                                                                         | 51.52    |
| 3000 mét vượt chướng ngại vật | Atjong Tio Purwanto · Indonesia                                                                             | 9:03.94    | Phạm Tiến Sản · Việt Nam                                                            | 9:06.31  | Đỗ Quốc Luật · Việt Nam                                                                                     | 9:08.72  |
|                               | |            |                                                                                     |          | |          |
| Tiếp sức 4 × 100 mét          | Thái Lan (THA) · Bandit Chuangchai · Jaran Sathoengram · Kritsada Namsuwun · Nutthapong Veeravongratanasiri | 38.90 GR   | Indonesia (INA) · Fadlin · Iswandi · Eko Rimbawan · Yaspi Boby                      | 39.05 NR | Philippines (PHI) · Anfernee Lopena · Archand Christian Bagsit · Eric Shauwn Cray · Mark Harry Diones       | 39.11    |
| Tiếp sức 4 × 400 mét          | Thái Lan (THA) · Kunanon Sukkaew · Nattapong Kongkraphan · Jirayu Pleenaram · Phitchaya Sunthonthuam        | 3:07.25    | Việt Nam (VIE) · Lương Văn Thảo · Phan Khắc Hoàng · Trần Đình Sơn · Quách Công Lịch | 3:07.40  | Philippines (PHI) · Edgardo Alejan, Jr. · Michael Carlo del Prado · Archand Christian Bagsit · Aries Toledo | 3:08.42  |
|                               | |            |                                                                                     |          | |          |
| Marathon                      | Guillaume Soh Rui Yong · Singapore                                                                          | 2:29:27    | Agus Prayogo · Indonesia                                                            | 2:31:20  | Muhaizar bin Mohamad · Malaysia                                                                             | 2:31:52  |
| Đi bộ 20 kilômét              | Hendro Yap · Indonesia                                                                                      | 1:32:11    | Lo Choon Sieng · Malaysia                                                           | 1:32:28  | Muhammad Khairil Harith Harun · Malaysia                                                                    | 1:34:04  |
|                               | |            |                                                                                     |          | |          |
| Nhảy cao                      | Nauraj Singh Randhawa · Malaysia                                                                            | 2.24 m     | Lee Hup Wei · Malaysia                                                              | 2.24 m   | Nguyễn Thành Nhân · Việt Nam                                                                                | 2.18 m   |
| Nhảy sào                      | Porranot Purahong · Thái Lan                                                                                | 5.35 m     | Patsapong Amsam-Ang · Thái Lan                                                      | 5.30 m   | Iskandar Alwi · Malaysia                                                                                    | 5.25 m   |
| Nhảy xa                       | Bùi Văn Đông · Việt Nam                                                                                     | 7.83 m     | Suwandi Wijaya · Indonesia                                                          | 7.78 m   | Janry Ubas · Philippines                                                                                    | 7.75 m   |
| Nhảy ba bước                  | Muhammad Hakimi Ismail · Malaysia                                                                           | 16.77 GR   | Mark Harry Diones · Philippines                                                     | 16.63    | Pratchaya Tepparak · Thái Lan                                                                               | 16.37    |
| Đẩy tạ                        | Promrob Juntima · Thái Lan                                                                                  | 17.42 m    | Thawat Khachin · Thái Lan                                                           | 17.15 m  | Muhammad Ziyad Zolkefli · Malaysia                                                                          | 17.12 m  |
| Ném đĩa                       | Muhammad Irfan Shamshuddin · Malaysia                                                                       | 58.36 m    | Narong Benjaroon · Thái Lan                                                         | 50.54 m  | Abdul Rahman Lee · Malaysia                                                                                 | 44.80 m  |
| Ném tạ xích                   | Jackie Wong Siew Cheer · Malaysia                                                                           | 65.90 m GR | Kittipong Boonmawan · Thái Lan                                                      | 65.49 m  | Arniel Ferrera · Philippines                                                                                | 55.94 m  |
| Ném lao                       | Peerachet Jantra · Thái Lan                                                                                 | 71.49 m    | Abd Hafiz · Indonesia                                                               | 69.30 m  | Melvin Calano · Philippines                                                                                 | 65.94 m  |
|                               | |            |                                                                                     |          | |          |
| 10 môn phối hợp               | Aries Toledo · Philippines                                                                                  | 7433 pts   | Sutthisak Singkhon · Thái Lan                                                       | 7411 pts | Bùi Văn Sự · Việt Nam                                                                                       | 6737 pts |

### Các nội dung nữ
| Từ khóa | Từ khóa                            | Từ khóa | Từ khóa         |
| ------- | ---------------------------------- | ------- | --------------- |
| GR      | Kỷ lục Đại hội Thể thao Đông Nam Á | NR      | Kỷ lục quốc gia |

| Nội dung             | Vàng                                                                                   | Vàng         | Bạc                                                                                           | Bạc      | Đồng | Đồng      |
| -------------------- | -------------------------------------------------------------------------------------- | ------------ | --------------------------------------------------------------------------------------------- | -------- | --- | --------- |
| 100 mét              | Lê Tú Chinh · Việt Nam                                                                 | 11.56        | Zaidatul Husniah Zulkifli · Malaysia                                                          | 11.74    | Veronica Shanti Pereira · Singapore                                                                               | 11.76     |
| 200 mét              | Lê Tú Chinh · Việt Nam                                                                 | 23.32        | Zaidatul Husniah Zulkifli · Malaysia                                                          | 23.64    | Veronica Shanti Pereira · Singapore                                                                               | 23.68     |
| 400 mét              | Nguyễn Thị Huyền · Việt Nam                                                            | 52.48        | Dipna Lim Prasad · Singapore                                                                  | 54.18    | Supanich Poolkerd · Thái Lan                                                                                      | 54.55     |
| 800 mét              | Vũ Thị Ly · Việt Nam                                                                   | 2:07.11      | Khuất Phương Anh · Việt Nam                                                                   | 2:09.05  | Swe Li Myint · Myanmar                                                                                            | 2:12.31   |
| 1500 mét             | Nguyễn Thị Oanh · Việt Nam                                                             | 4:20.51      | Vũ Thị Ly · Việt Nam                                                                          | 4:30.68  | Lodkeo Inthakoumman · Lào                                                                                         | 4:37.24   |
| 5000 mét             | Nguyễn Thị Oanh · Việt Nam                                                             | 17:23.20     | Phạm Thị Huệ · Việt Nam                                                                       | 17:33.45 | Triyaningsih · Indonesia                                                                                          | 17:36.98  |
| 10,000 mét           | Triyaningsih · Indonesia                                                               | 36:39.37     | Phạm Thị Huệ · Việt Nam                                                                       | 36:54.02 | Phạm Thị Hồng Lệ · Việt Nam                                                                                       | 37:04.64  |
|                      |                                                                                        |              |                                                                                               |          | |           |
| 100 mét vượt rào     | Trần Thị Yến Hoa · Việt Nam                                                            | 13.40        | Raja Nursheena Azhar · Malaysia                                                               | 13.92    | Nur Izlyn Zaini · Singapore                                                                                       | 14.14     |
| 400 mét vượt rào     | Nguyễn Thị Huyền · Việt Nam                                                            | 56.06        | Dipna Lim Prasad · Singapore                                                                  | 60.55    | Jutamas Khonkham · Thái Lan                                                                                       | 60.73     |
| Tiếp sức 4 × 100 mét | Việt Nam (VIE) · Lê Tú Chinh · Nguyễn Thị Mộng Tuyền · Trần Thị Yến Hoa · Đỗ Thị Quyền | 43.88 GR, NR | Thái Lan (THA) · Parichat Charoensuk · Kanyarat Pakdee · Supawan Thipat · Tassaporn Wannakit  | 44.62    | Philippines (PHI) · Eloisa Luzon · Kayla Anise Richardson · Kyla Ashley Richardson · Zion Corrales Nelson         | 44.81     |
| Tiếp sức 4 × 400 mét | Việt Nam (VIE) · Nguyễn Thị Oanh · Quách Thị Lan · Hoàng Thị Ngọc · Nguyễn Thị Huyền   | 3:33.40      | Thái Lan (THA) · Pornpan Hoemhuk · Atchima Eng-Chuan · Treewadee Yongphan · Supanich Poolkerd | 3:38.95  | Malaysia (MAS) · Nurul Faizah Asma' Mazlan · Shereen Samson Vallabuoy · Tanalaksiumy Rayer · Fathin Faqihah Yusuf | 3:43.31   |
|                      |                                                                                        |              |                                                                                               |          | |           |
| Marathon             | Mary Joy Reyes Tabal · Philippines                                                     | 2:48:26      | Hoàng Thị Thanh · Việt Nam                                                                    | 2:55:43  | Natthaya Thanaronnawat · Thái Lan                                                                                 | 2:58:17   |
| Đi bộ 20 kilômét     | Elena Goh Ling Yin · Malaysia                                                          | 52:21        | Phan Thị Bích Hà · Việt Nam                                                                   | 52:57    | Tanaphon Assawawongcharoen · Thái Lan                                                                             | 53:17     |
|                      |                                                                                        |              |                                                                                               |          | |           |
| Nhảy cao             | Dương Thị Việt Anh · Việt NamMichelle Sng Suat Li · Singapore                          | 1.83 m       | chia sẻ vàng                                                                                  |          | Yap Sean Yee · Malaysia                                                                                           | 1.83 m NR |
| Nhảy sào             | Chayanisa Chomchuendee · Thái Lan                                                      | 4.10 m       | Chuah Yu Tian · Malaysia                                                                      | 3.80 m   | Rachel Isabel Yang Bingjie · Singapore                                                                            | 3.60 m    |
| Nhảy xa              | Bùi Thị Thu Thảo · Việt Nam                                                            | 6.68 m       | Maria Natalia Londa · Indonesia                                                               | 6.47 m   | Marestella Sunang · Philippines                                                                                   | 6.45 m    |
| Nhảy ba bước         | Vũ Thị Mến · Việt Nam                                                                  | 14.15 m      | Maria Natalia Londa · Indonesia                                                               | 13.52 m  | Parinya Chuaimaroeng · Thái Lan                                                                                   | 13.32 m   |
| Đẩy tạ               | Eki Febri Ekawati · Indonesia                                                          | 15.39 m      | Areerat Intadis · Thái Lan                                                                    | 15.33 m  | Sawitri Thongchao · Thái Lan                                                                                      | 14.26 m   |
| Ném đĩa              | Subenrat Insaeng · Thái Lan                                                            | 55.23 m      | Choo Kang Ni · Malaysia                                                                       | 47.91 m  | Nguyễn Thị Hồng Thương · Việt Nam                                                                                 | 45.10 m   |
| Ném tạ xích          | Grace Wong Xiu Mei · Malaysia                                                          | 59.24 m      | Mingkamon Koomphon · Thái Lan                                                                 | 56.15 m  | Panwat Gimsrang · Thái Lan                                                                                        | 54.88 m   |
| Ném lao              | Natta Nachan · Thái Lan                                                                | 55.04 m      | Bùi Thị Xuân · Việt Nam                                                                       | 52.50 m  | Evalyn Palabrica · Philippines                                                                                    |           |
|                      |                                                                                        |              |                                                                                               |          | |           |
| Bảy môn phối hợp     | Sunisa Khotseemueang · Thái Lan                                                        | 5430 pts     | Emilia Nova · Indonesia                                                                       | 5386 pts | Wassana Winatho · Thái Lan                                                                                        | 5288 pts  |